# William Lilly
Pour les articles homonymes, voir Lilly.
William Lilly est un célèbre astrologue anglais (1602-1681) qui écrivit en 1647 Christian Astrology, un ouvrage toujours coté par les tenants de l'astrologie traditionnelle. Il est dit « le vrai père de l'astrologie britannique ». Contrairement à la légende, il n'aurait pas prédit de façon précise l'incendie de Londres de 1666.

### Œuvres
- Christian Astrology (1647), Regulus Publishing, 1985.
- An Introduction to Astrology, Hollywood, 1972.
- The Last of the Astrologers, notes K. M. Bridge, Paris, 1974.
- History of his life and times, from the year 1602 to 1684 written by himself (Londres, J. Roberts, 1715) 116 pp. in 12°. - Elias Ashmole  complété les dernières pages. Reprint: The Last of the Astrologers, éd. K. M. Briggs (Londres, 1974) 108 pp.

### Études
- Derek Parker, Familiar to All: William Lilly and Astrology in the Seventeenth Century, Jonathan Cape, 1975.
- Peter Stockinger, William Lilly: The Last Magician, Mandrake of Oxford, 2014.